# Agda Östlund
Agda Maria Östlund (i riksdagen kallad Östlund i Stockholm), född Lundgren den 3 april 1870 i Köping, död 26 juni 1942 i Stockholm, var en svensk socialdemokratisk politiker. Hon var en av de fem första kvinnorna i Sverige (jämte Nelly Thüring, Bertha Wellin, Elisabeth Tamm och Kerstin Hesselgren) som valdes in i Sveriges riksdag (fyra i riksdagens andra kammare, en i dess första) efter den kvinnliga rösträttens införande. Östlund var ordförande i Allmänna Kvinnoklubben 1904–1905, ingick i Kvinnokongressens AU 1908–1920, ledamot av fattigvårdsstyrelsen i Matteus församling i Stockholm 1916–1932, ledamot av Socialdemokratiska Kvinnoförbundets styrelse 1920–1936, och riksdagsledamot i riksdagens andra kammare 1921–1940.

## Biografi

### Tidiga år
Agda Östlund föddes som dotter till arbetaren Per Lundgren och Ulrika Andersdotter i Köping. I barndomshemmet uppmuntrades hon till politiskt engagemang.
Vid 14 års ålder började hon arbeta som sömmerska och försörjde sig som vuxen som sömmerska i Stockholm, dit hon flyttade 1896. Där byggde hon på egen hand upp en syateljé med flera anställda. 

### Äktenskap
Östlund var gift med järnarbetaren Anders Östlund och fick i äktenskapet en dotter.

## Politisk karriär

### Tidigt politiskt engagemang
Östlund gick med i Stockholms allmänna kvinnoklubb 1903, där hon även var ordförande. Hon reste på många agitationsresor genom landet där hon talade för kvinnlig rösträtt. Hon var även aktiv i Socialdemokratiska kvinnoförbundet, bland annat som ordförande i dess verkställande utskott 1911–1917.

### Riksdagsledamot
År 1921 blev sömmerskan Agda Östlund och fotografen Nelly Thüring de första socialdemokratiska kvinnorna i riksdagen. De valdes in i riksdagen i samband med nyvalet, efter det att kvinnorna i Sverige fått rösträtt. De invaldes i kammaren samtidigt som högerpartisten Bertha Wellin och Liberala samlingspartiets Elisabeth Tamm. Agda Östlund satt i riksdagens andra kammare mellan åren 1921 och 1940. I riksdagen blev hon den första kvinna som yttrade sig i riksdagens andra kammare. Hon blev också som första kvinna som valdes till ledamot i lagutskottet, som representant för socialdemokraterna. Agda Östlund engagerade sig i hustrumisshandel, kvinnors rätt till pension och förbättrad vård åt kvinnor och barn. Då hon försökte diskutera rätten till abort, reste sig många riksdagsmän och gick ut ur salen.

## Eftermäle

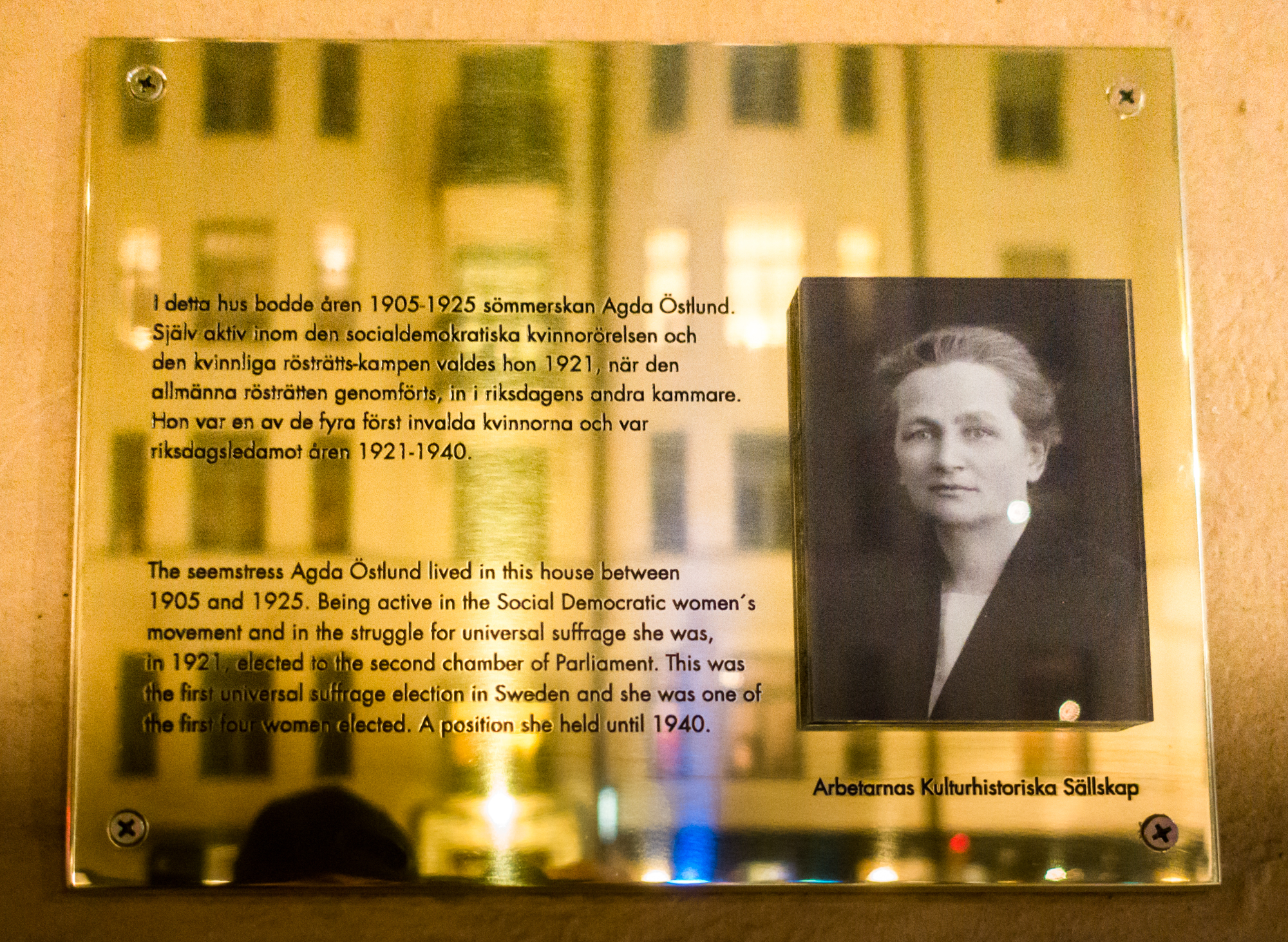
Agda Östlunds minnesskylt på Upplandsgatan 61 i Stockholm där hon bodde åren 1905–1925.

Östlund har bland annat förlänats en minnesskylt i Stockholm av Arbetarnas kulturhistoriska sällskap.